# Ladislav Matějka
Ladislav Matějka (ur. 30 maja 1919 w Suchém Vrbném koło Czeskich Budziejowic, zm. 29 września 2012 w West Newton, Massachusetts) – czeski językoznawca. Zajmował się m.in. filologią słowiańską, językoznawstwem opisowym, historycznym, semiotyką oraz teorią literatury.
Studiował na Uniwersytecie Karola w Pradze. W 1948 r. uzyskał doktorat z literaturoznawstwa słowiańskiego. Począwszy od 1945 r. pełnił funkcję redaktora kulturalnego w praskim dzienniku „Lidové noviny”. Przez pewien czas wykładał na Uniwersytecie w Lund. W latach 1949–1953 współredagował periodyk „Skutečnost”. Od samego początku współpracował z Radiem Wolna Europa, wpierw jako redaktor, a następnie jako korespondent w Monachium i Nowym Jorku. W 1954 r. wyemigrował do Stanów Zjednoczonych. Podjął studia na Uniwersytecie Harvarda, gdzie uzyskał drugi doktorat z lingwistyki. Później pracował na Uniwersytecie Michigan, początkowo jako adiunkt, a później jako profesor (1965). W 1987 r. przeszedł na emeryturę. Pozostał związany z uczelnią jako profesor emeritus.

## Wybrana twórczość
- Serbo-Croatian oral and written verbal art: contacts and conflicts.  Rzym: Edizioni dell'Ateneo, 1986.
- Readings in Russian poetics. M. M. Baxtin. Ann Arbor: Dept. of Slavic Languages and Literatures, 1971.